# 孙一
孙一（1964年—），生于黑龙江省哈尔滨市，中国评书艺人。
14岁登台表演。成年后任四平电视台文艺部任编导，兼职录制评书。他播讲的所有评书作品的脚本均为本人原创。孙一在评书中使用了一些新题材，例如《血战莫斯科》、《七六风云》等。